# Circondario di Cento
Il circondario di Cento era uno dei circondari in cui era suddivisa la provincia di Ferrara.

## Storia
Il circondario di Cento, parte della provincia di Ferrara, venne istituito nel 1859, in seguito ad un decreto dittatoriale di Carlo Farini che ridisegnava la suddivisione amministrativa dell'Emilia in previsione dell'annessione al Regno di Sardegna.
Il circondario venne soppresso nel 1926 e il territorio assegnato al circondario di Ferrara.

## Suddivisione
Nel 1863, la composizione del circondario era la seguente:
- mandamento I di Cento
  - comuni di Cento; Pieve di Cento
- mandamento II di Poggio Renatico
  - comuni di Poggio Renatico; Sant'Agostino